# Bamberg (ciutat d'Alemanya)
Bamberg és una ciutat al land de Baviera, a la regió de l'Alta Francònia, a Alemanya. Amb una mica més de 70.000 habitants, és un important centre econòmic i cultural de la Francònia. La ciutat és inscrita al Patrimoni de la Humanitat de la UNESCO des de 1993. El principal edifici n'és la catedral de Sant Pere i Sant Jordi, d'estil romànic tardà i gòtic francès. També és cèlebre per la cervesa elaborada en les nou cerveseres que encara funcionen a la ciutat. La dilatada història de Bamberg es remunta a l'any 902, quan la família Babengerg hi establia la seva residència. Erigida sobre set turons, Bamberg conserva una magnífica ciutat vella rodejada pel riu Regnitz. Les destruccions que van patir la majoria de les ciutats alemanyes durant la Segona Guerra Mundial no es van produir a Bamberg, aleshores poc industrialitzada.

## Història
Durant els segles posteriors a l'imperi de Roma, la migració germana va arribar a la diòcesi de Bamberg, la qual estava habitada per eslaus. L'assentament va ser esmentat per primera vegada l'any 902, a causa de la construcció del castell de Babenberg, en honor de la família que ho va construir. La regió va ser evangelitzada pels monjos de l'orde benedictí i adscrita a la diòcesi de Wurzburg.
L'any 1007, l'emperador Enric II del Sacre Imperi romanogermànic opta per separar Bamberg de la diòcesi de Würzburg, ja que buscava reduir de grandària aquesta diòcesi. L'any 1008 es va aconseguir mitjançant el consens entre els bisbes de Wurzburg i Eichstätt, juntament amb l'aprovació del papa Joan XVIII, la definició d'uns nous límits de la diòcesi. La nova catedral va ser acabada l'any 1012, fet que va marcar l'inici de la nova extensió diocesana. Cinc anys més tard s'hi va fundar un monestir per al culte i la formació de clergues.
Al voltant del segle xiii, els bisbes eren prínceps de l'imperi: permeteren construir grans edificacions a Bamberg. Amb el poder, van obtenir vasts territoris, que foren tots perduts per la Reforma, i van reduir l'extensió a la meitat.
L'any 1647, es funda la Universitat de Bamberg, al principi amb el nom d'Acadèmia Bambergensis.
L'any 1759, les possessions i jurisdiccions de la diòcesi van ser lliurades i venudes a Àustria. Quan l'any 1802 es va produir la secularització de la terra per part de l'Església, l'extensió de terra era de 3.305 km² i la seva població propera als 220.000 habitants. L'any 1802 s'independitza i el 1803 s'uneix a Baviera.
L'any 1976, la Unió Astronòmica Internacional va aprovar posar el nom de la ciutat a un cràter del planeta Mart, conegut com a Bamberg.

## Llocs d'interès
El conjunt de la ciutat de Bamberg va ser declarat Patrimoni de la Humanitat per la Unesco l'any 1993, i abasta una àrea protegida de 142 ha i una rodalia de 444 ha.
Dins d'aquest patrimoni es pot trobar:
- La catedral (1237), amb les restes del rei Enric II i el papa Climent II
- La Residència antiga (Alte Hofhaltung), residència dels bisbes entre el segle xvi i el XVII
- La Residència nova (Neue Residenz), residència dels bisbes després del segle XVII
- La Biblioteca Estatal de Bamberg (Staatsbibliothek Bamberg) a la Residència nova
- L'Ajuntament antic (Altes Rathaus, 1386), construït en una illa al centre del riu Regnitz

### Catedral
La catedral és una estructura pertanyent a l'estil arquitectònic romànic, a causa de les quatre torres que es troben en l'estructura lateral. Va ser fundada l'any 1004 per l'emperador Enric II, acabada l'any 1012 i consagrada el 6 de maig de 1012. El foc la va destruir, parcialment, l'any 1081. La nova catedral va ser reconstruïda per Otto de Bamberg i consagrada l'any 1111. Al segle xiii, va rebre la seva forma romànica tardana definitiva.
A la catedral, es troba El cavaller de Bamberg, una estàtua eqüestre de pedra, tallada probablement entre 1225 i 1237.
L'emperador Enric II i la seva esposa santa Cunegunda estan enterrats a la catedral.

## Galeria d'imatges

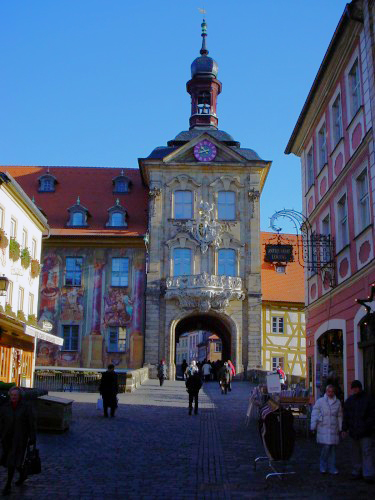
Antic Ajuntament
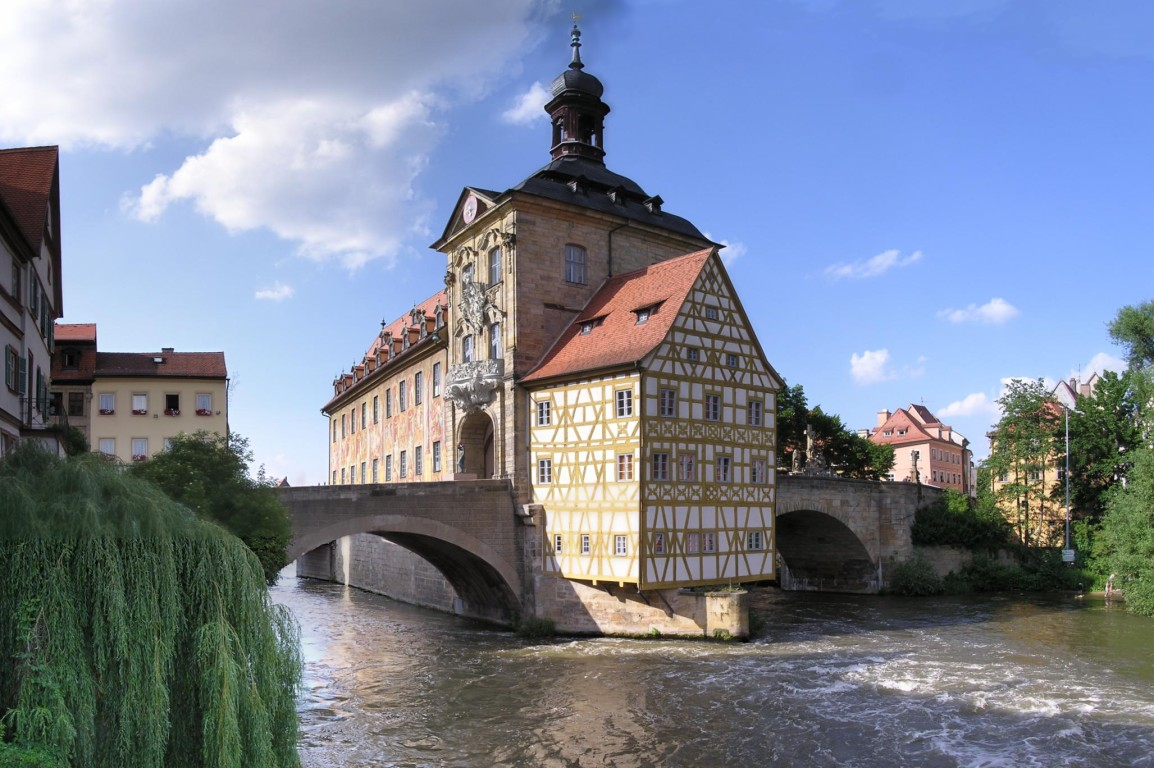
L'antic ajuntament amb els dos ponts
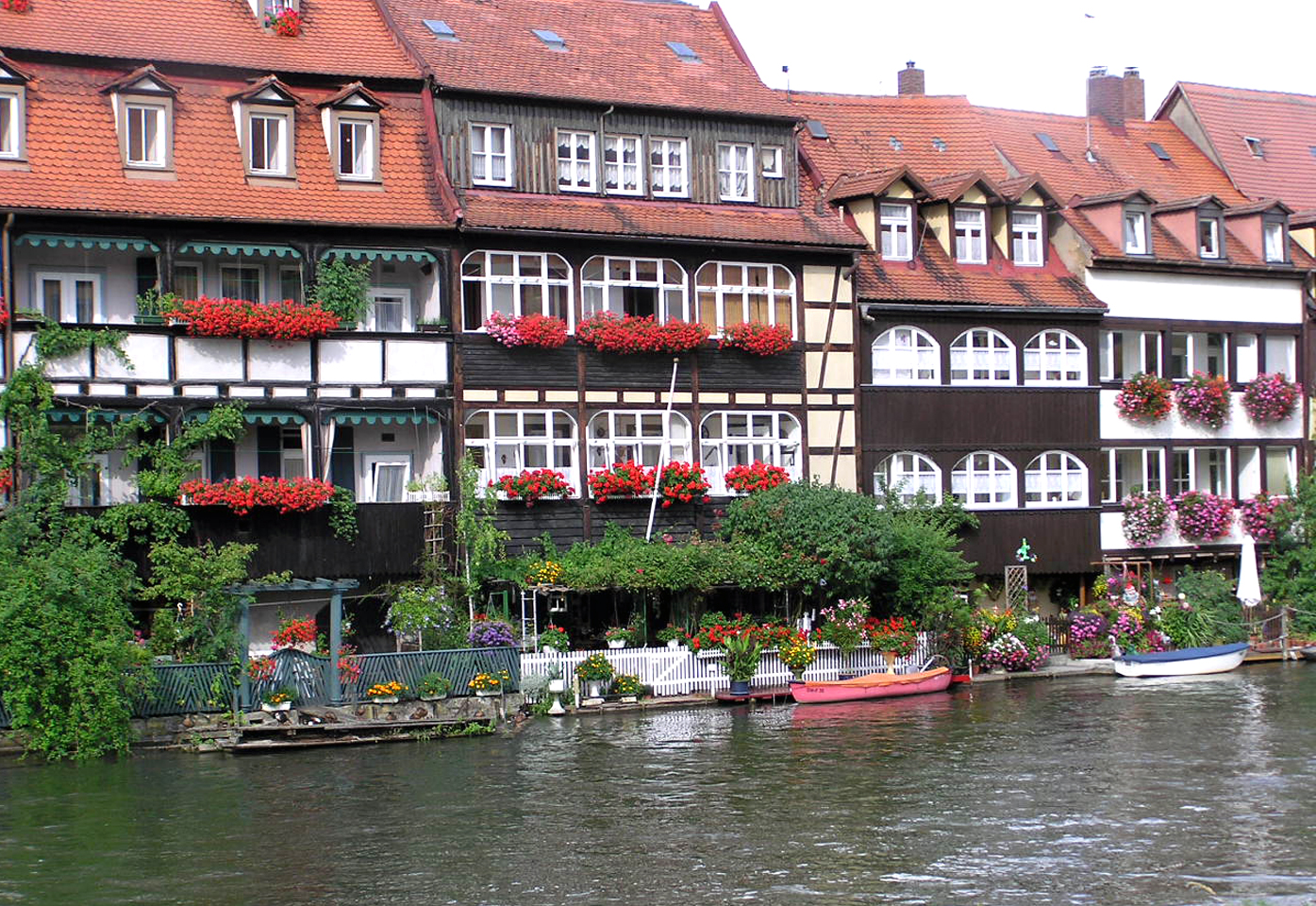
Primer pla de la "Petita Venècia"
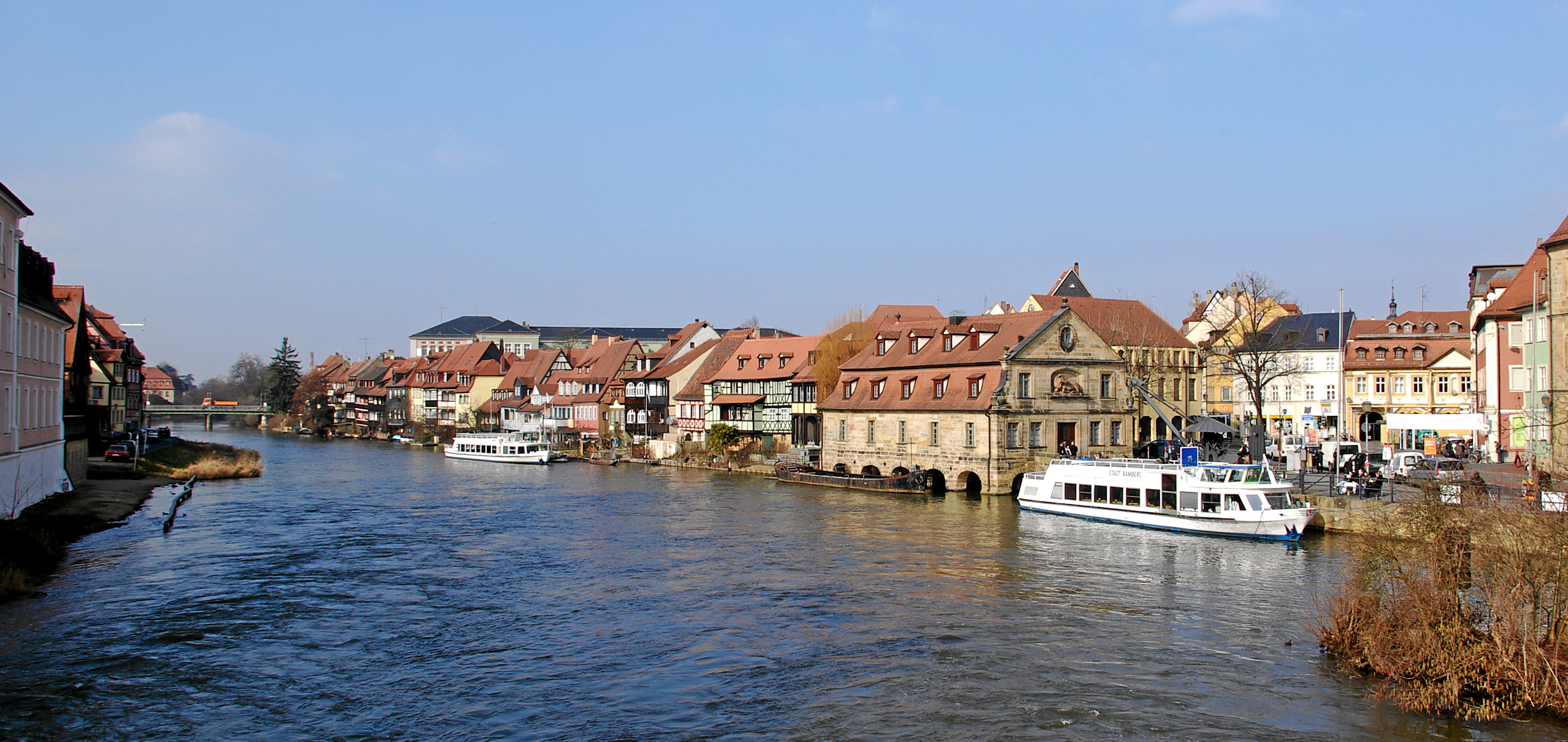
"Petita Venècia"
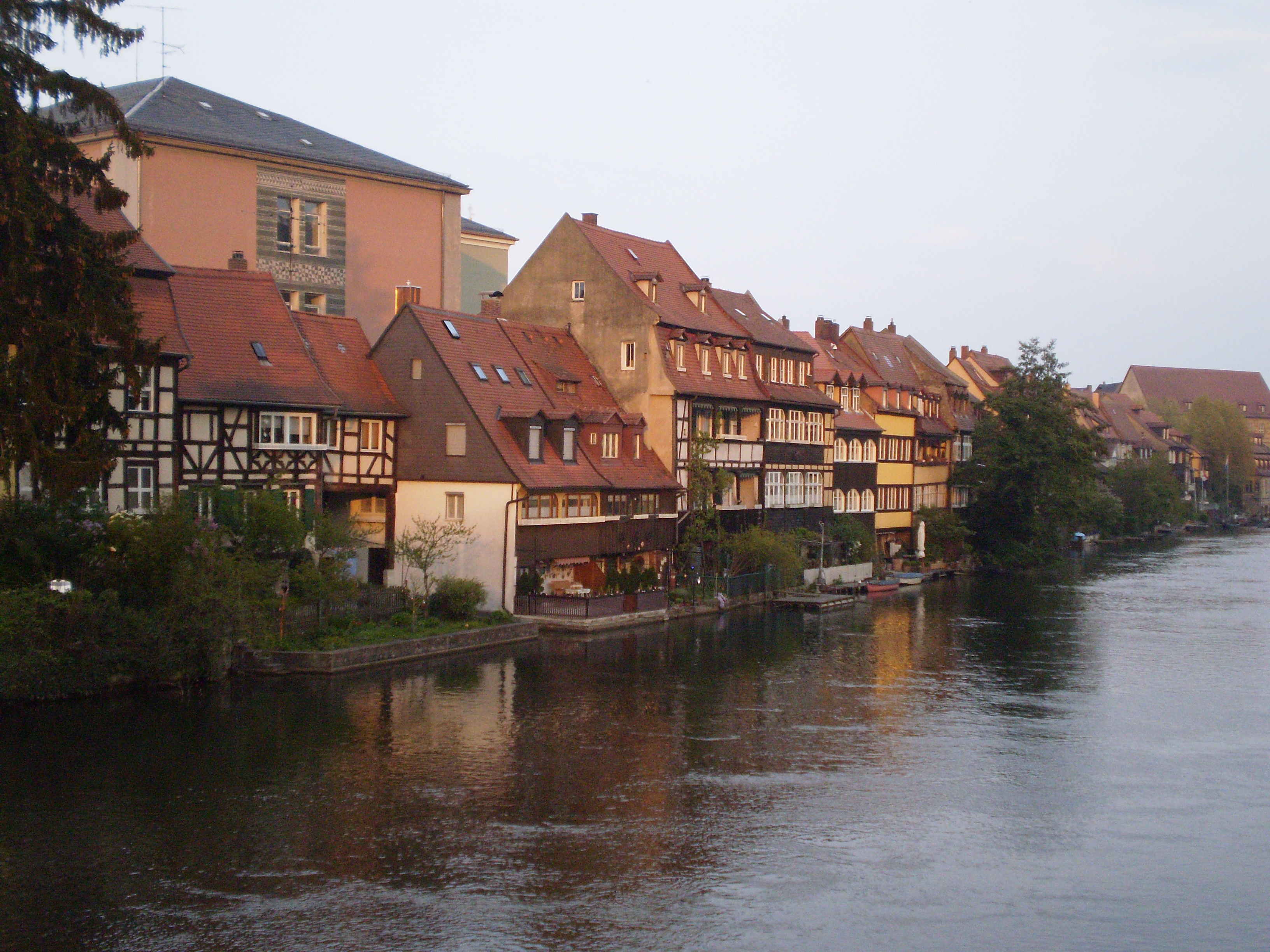
«Petita Venècia» a la vora del braç esquerre del riu Regnitz
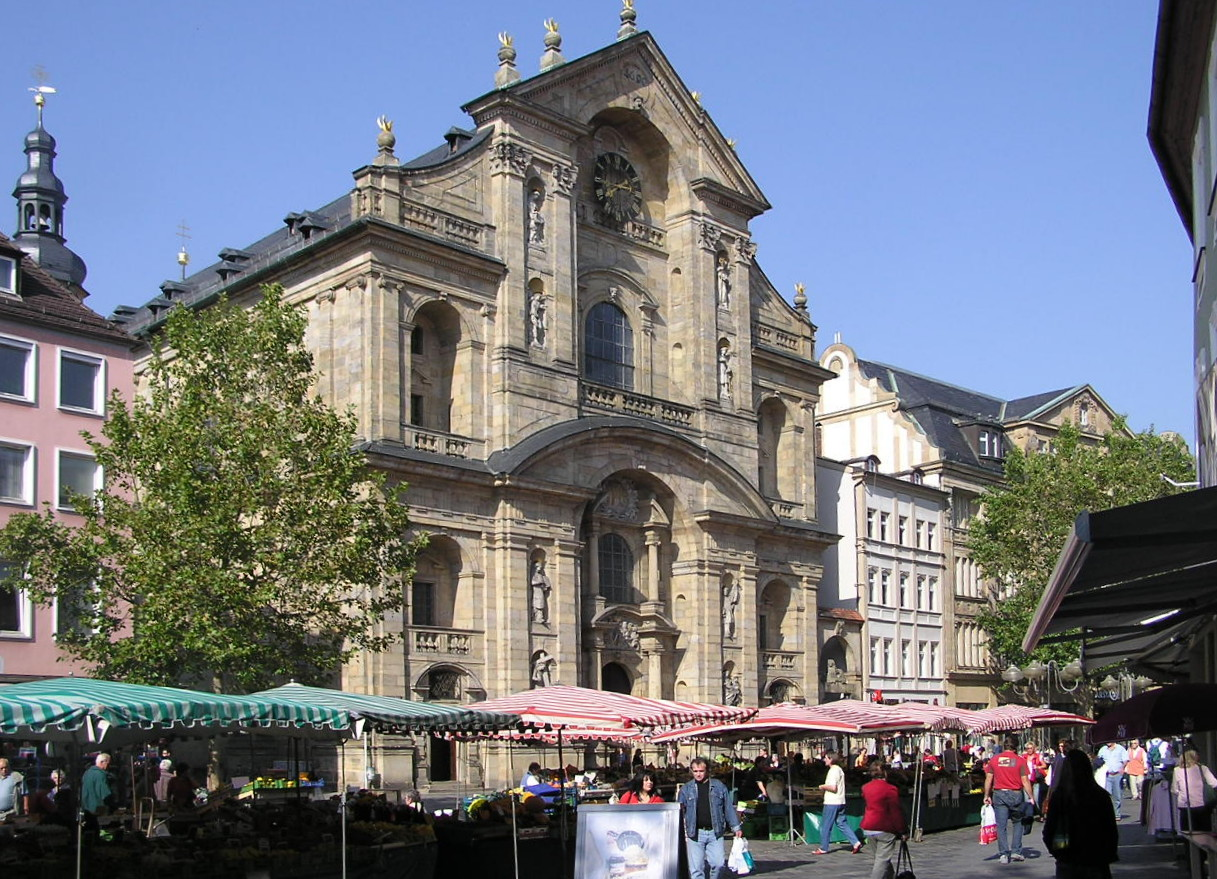
Sant Martí i Green Market
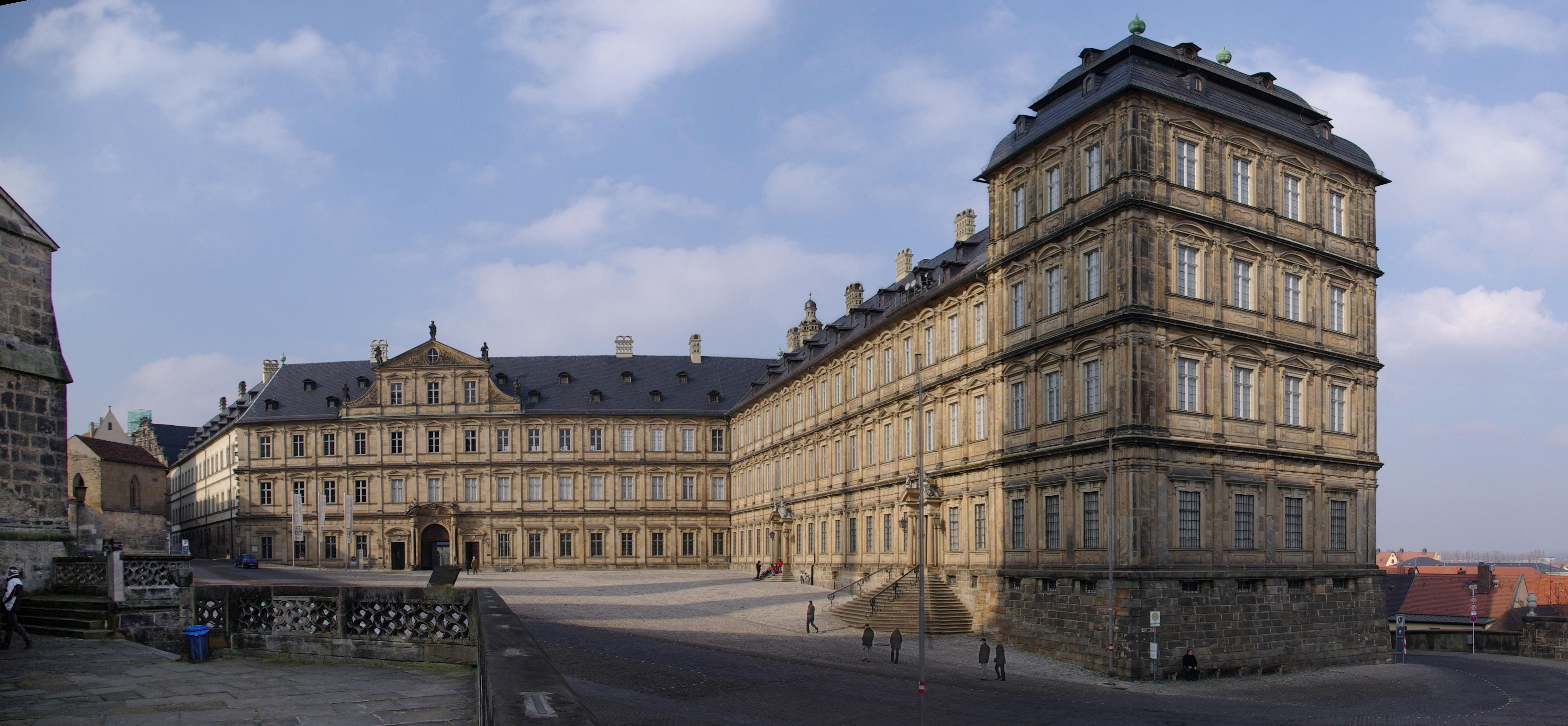
Neue Residenz (la "Nova residència" dels prínceps bisbes)
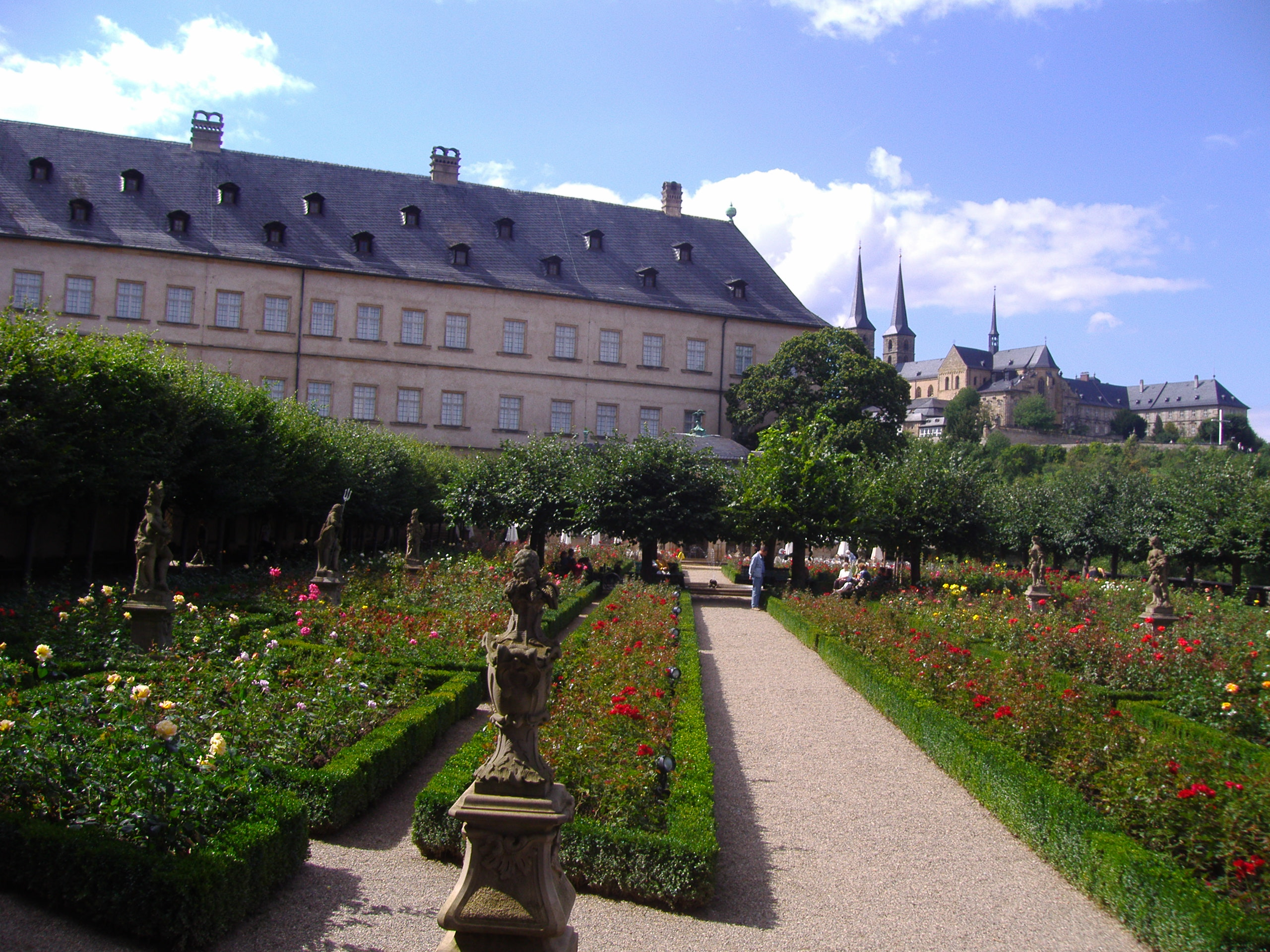
El jardí de la Neue Residenz
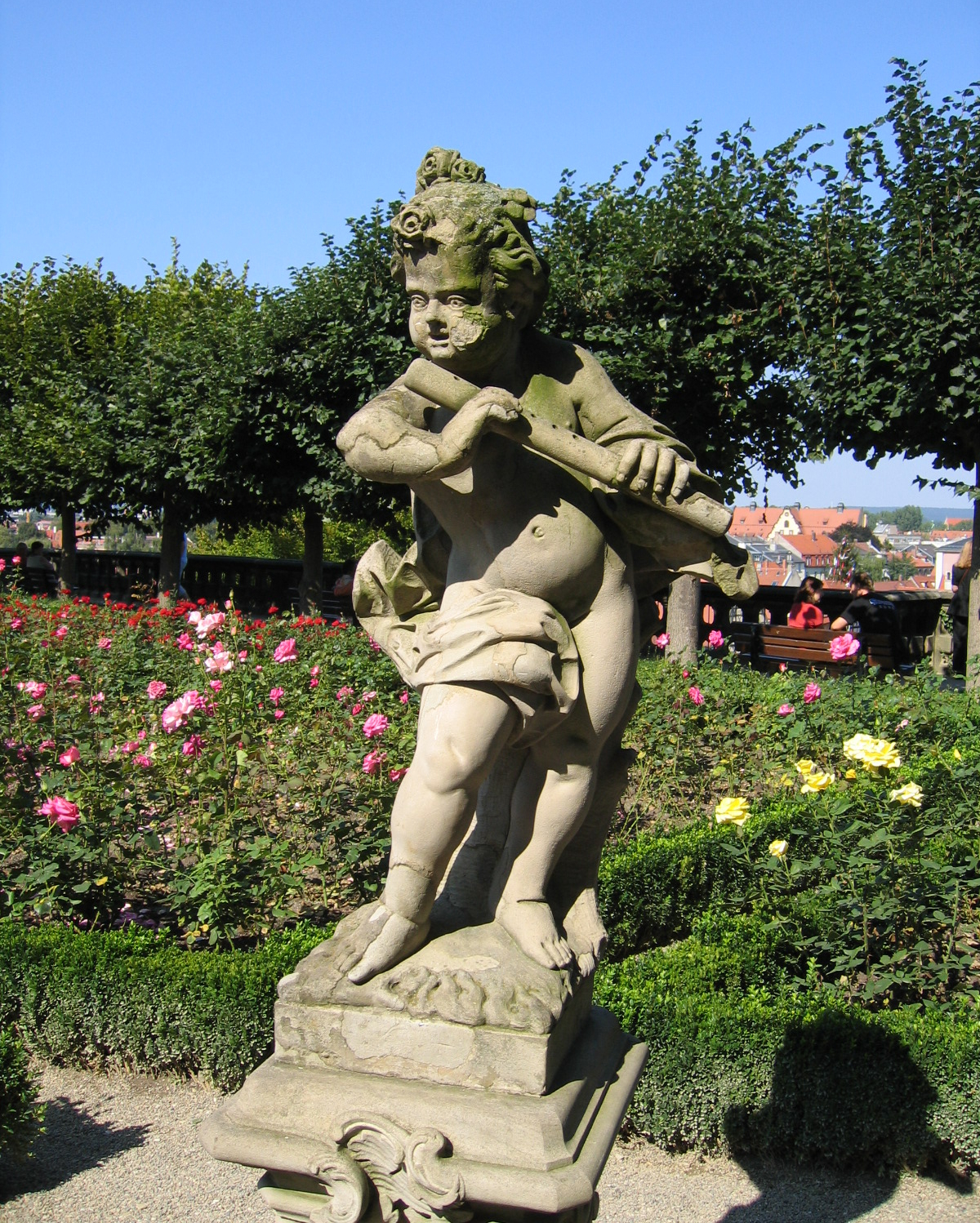
Detall del jardí de les roses
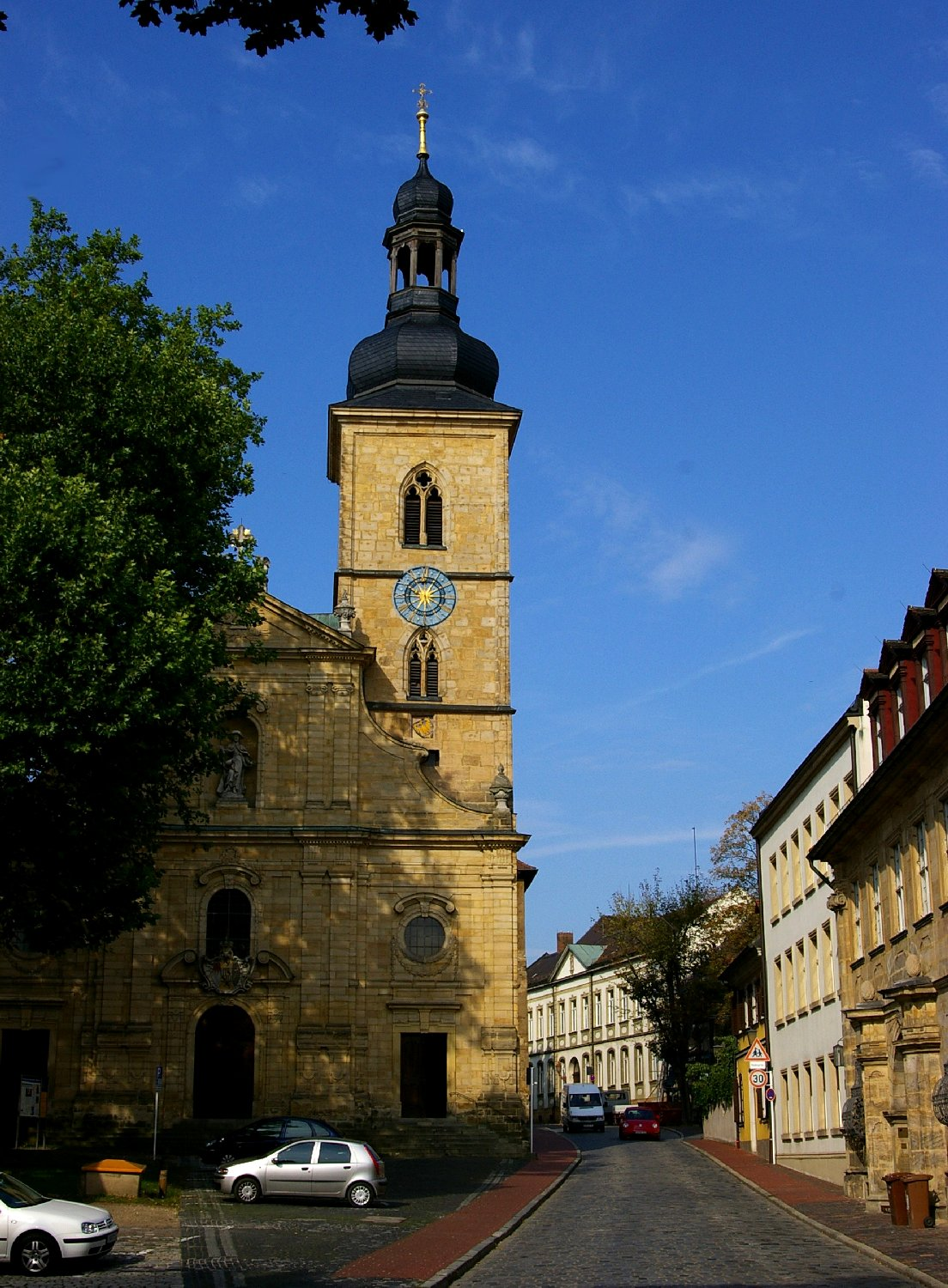
Església de St. Jacob
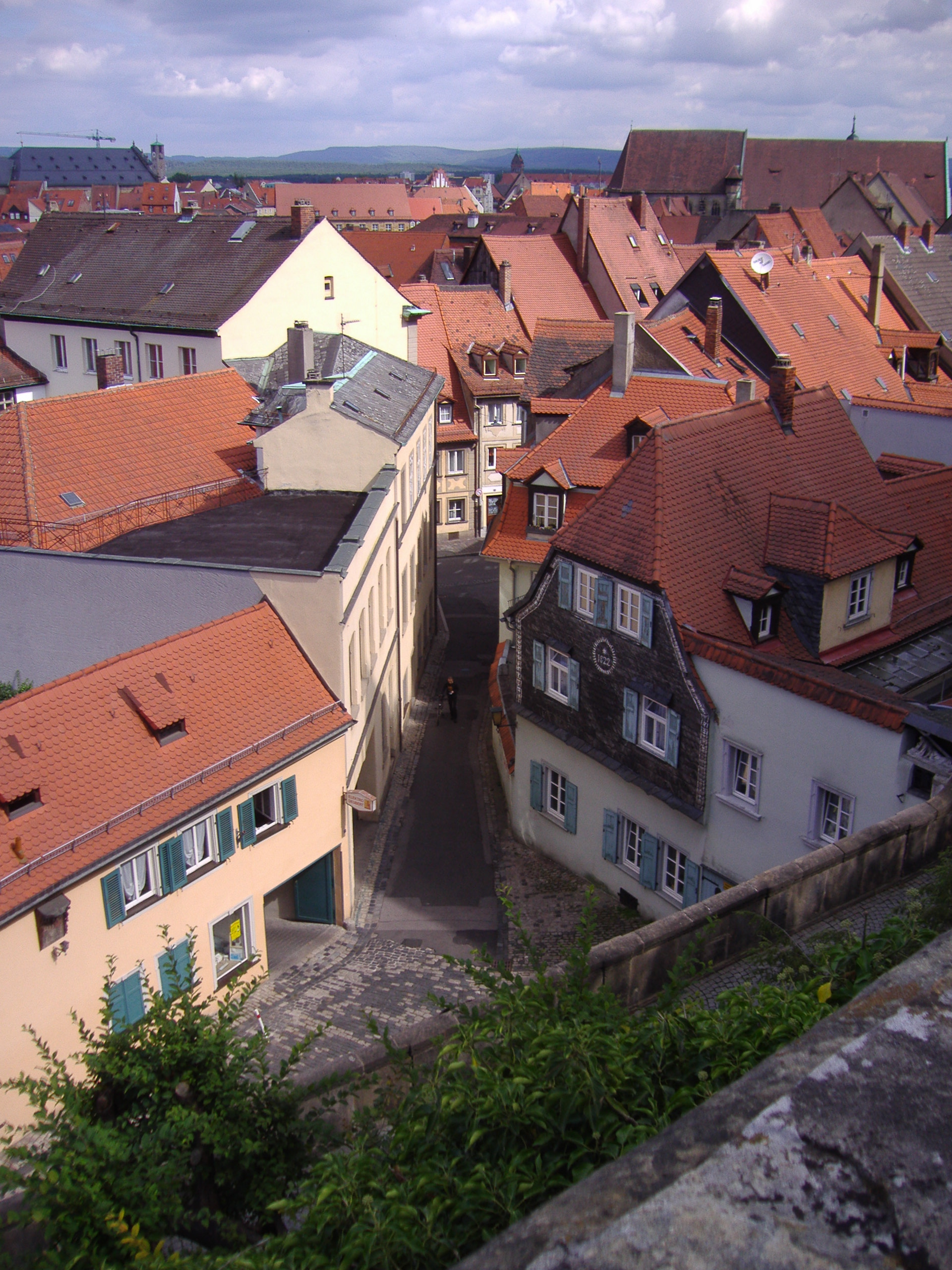
Teulades de Bamberg des del Rose Garden
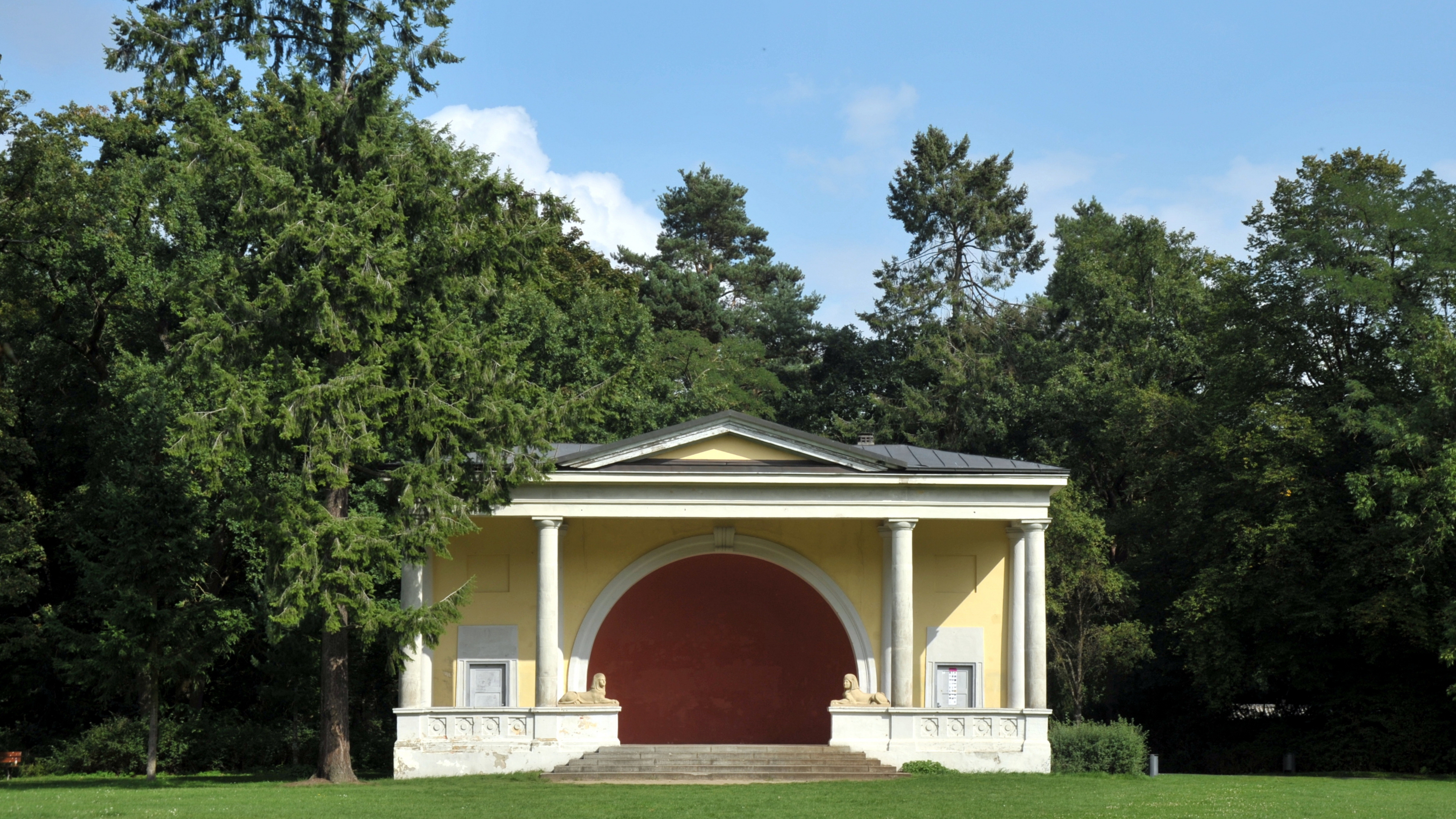
Pavelló de música
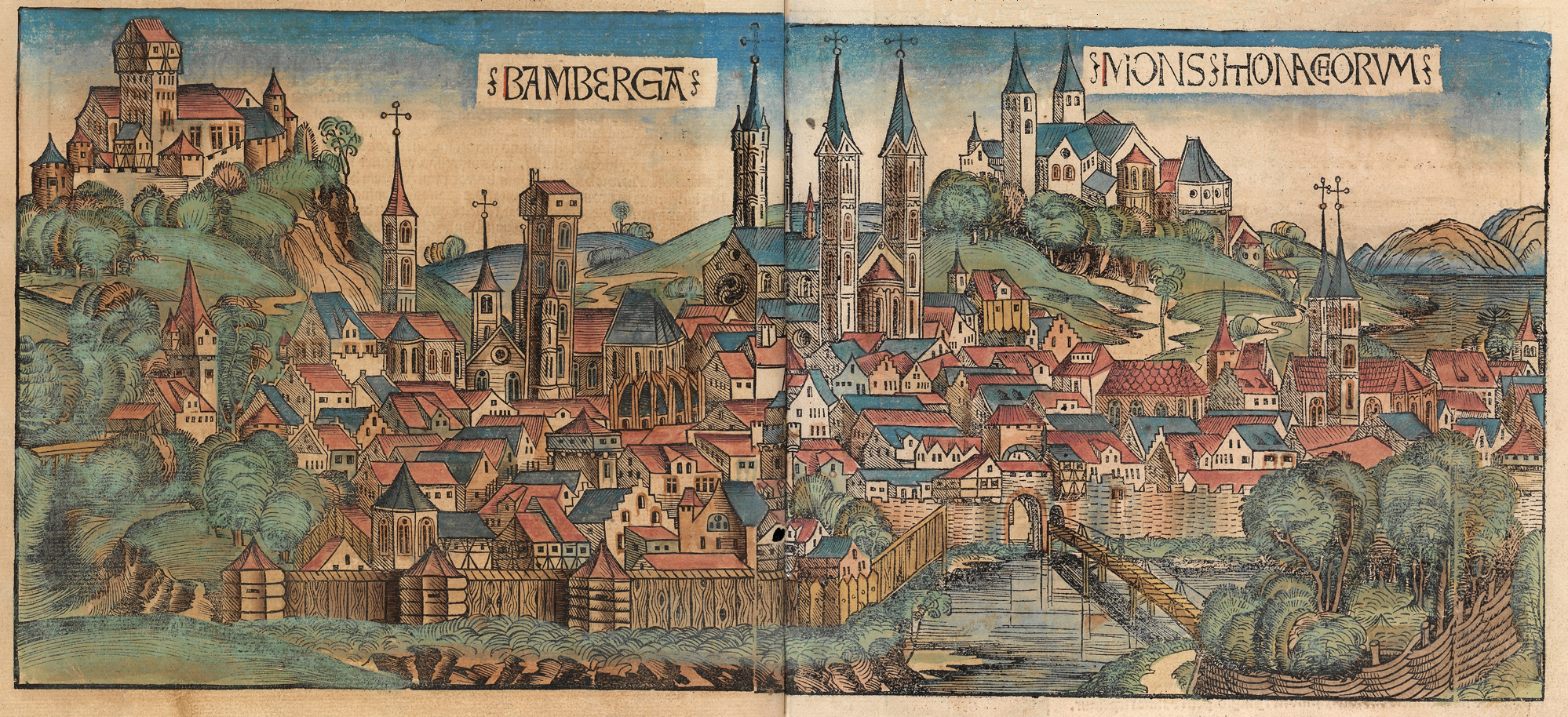
Gravat de Bamberg de la Nuremberg Chronicle, 1493
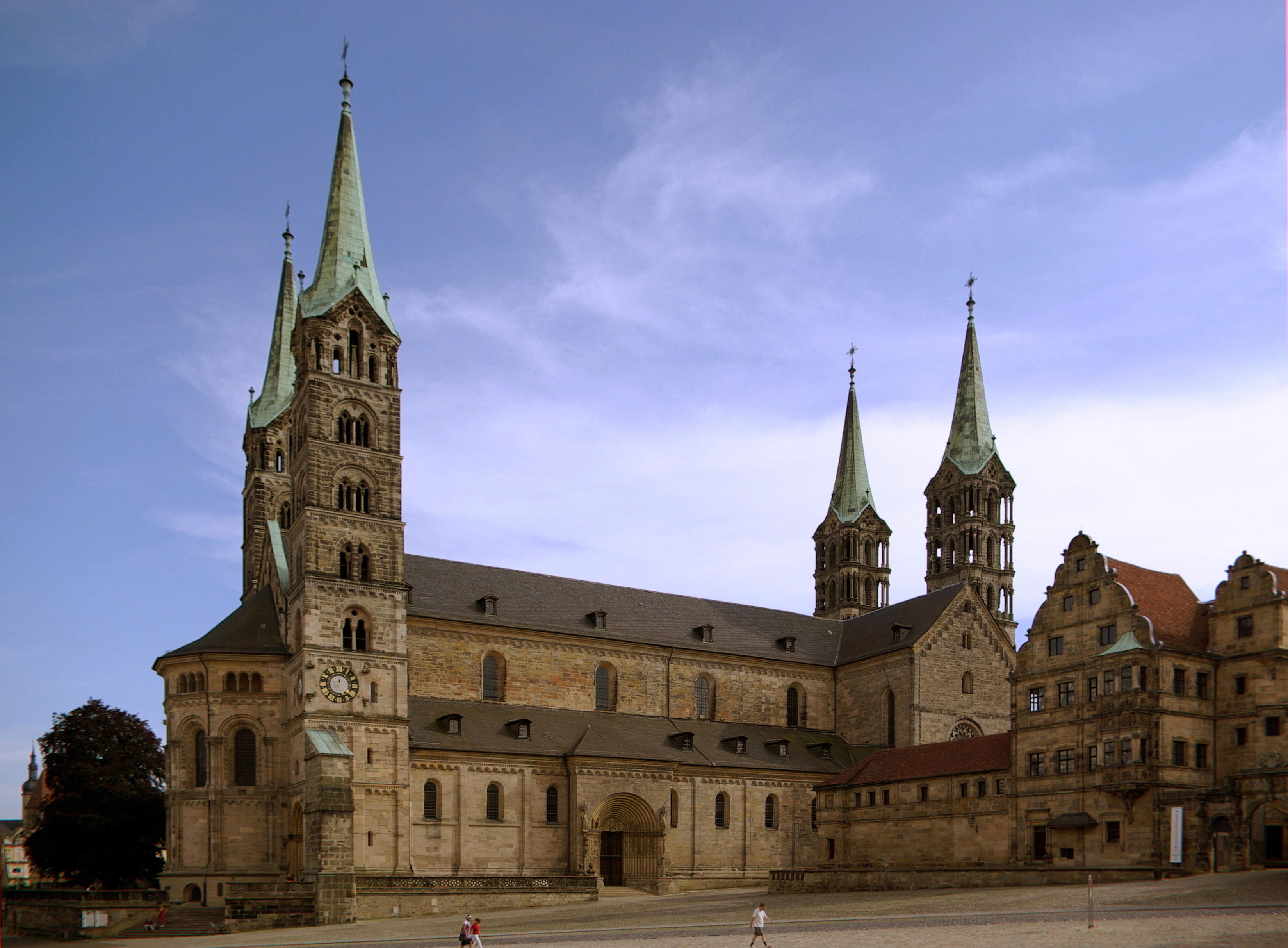
Catedral de Bamberg
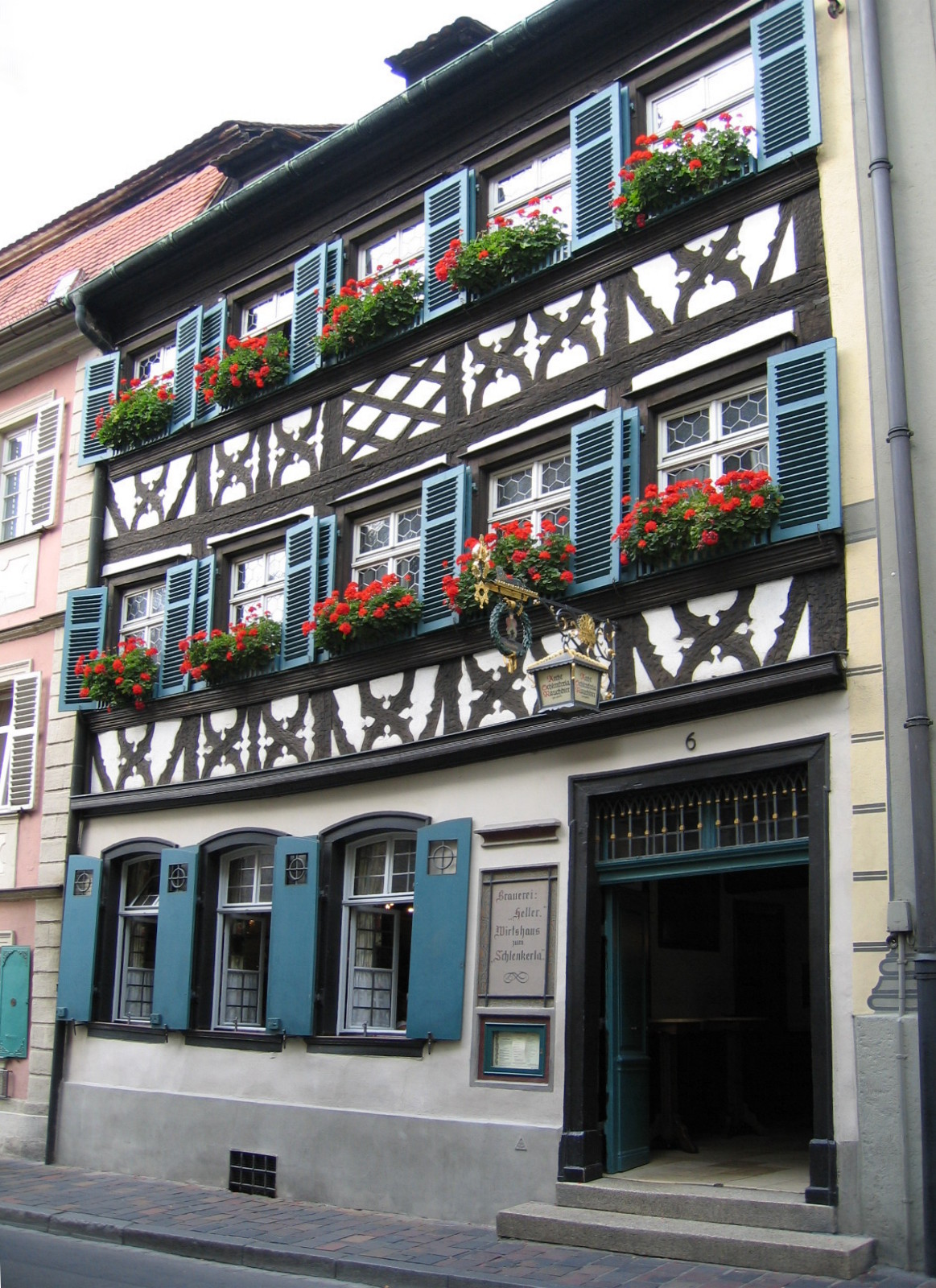
La cerveseria Schlenkerla
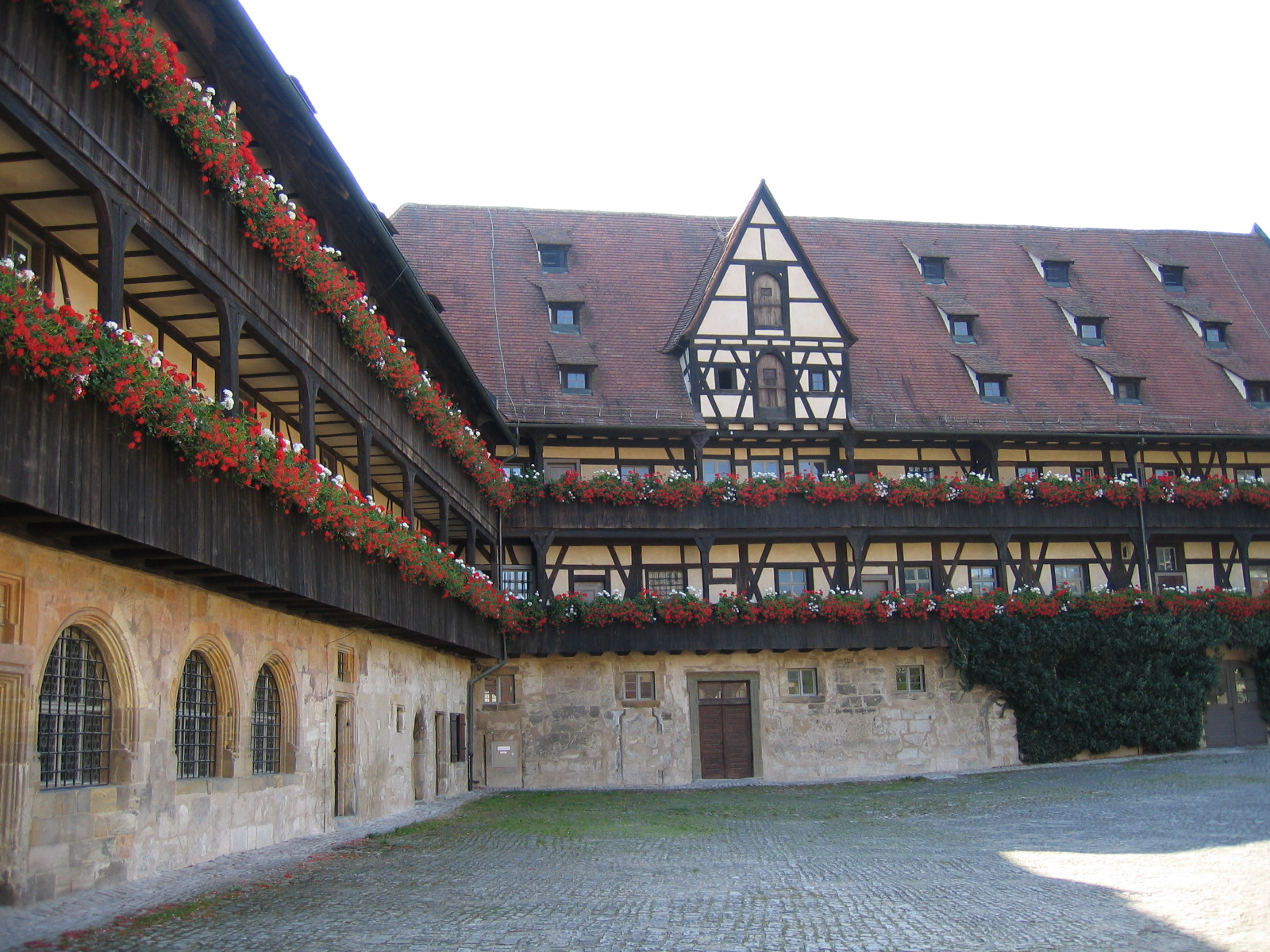
El palau vell (Alte Hofhaltung)

## Personatges il·lustres
- Karlheinz Deschner.
- Carl Adam Bader (1789-1870), tenor i compositor.
- Karl Höller (1907-1987), compositor musical.

## Ciutats agermanades
- Bedford, Regne Unit
- Esztergom, Hongria
- Feldkirchen, Àustria
- Fredonia, Estats Units
- Nagaoka, Japó
- Praga, República Txeca
- Rodez, França
- Villach, Àustria.